# Хунвейбіни

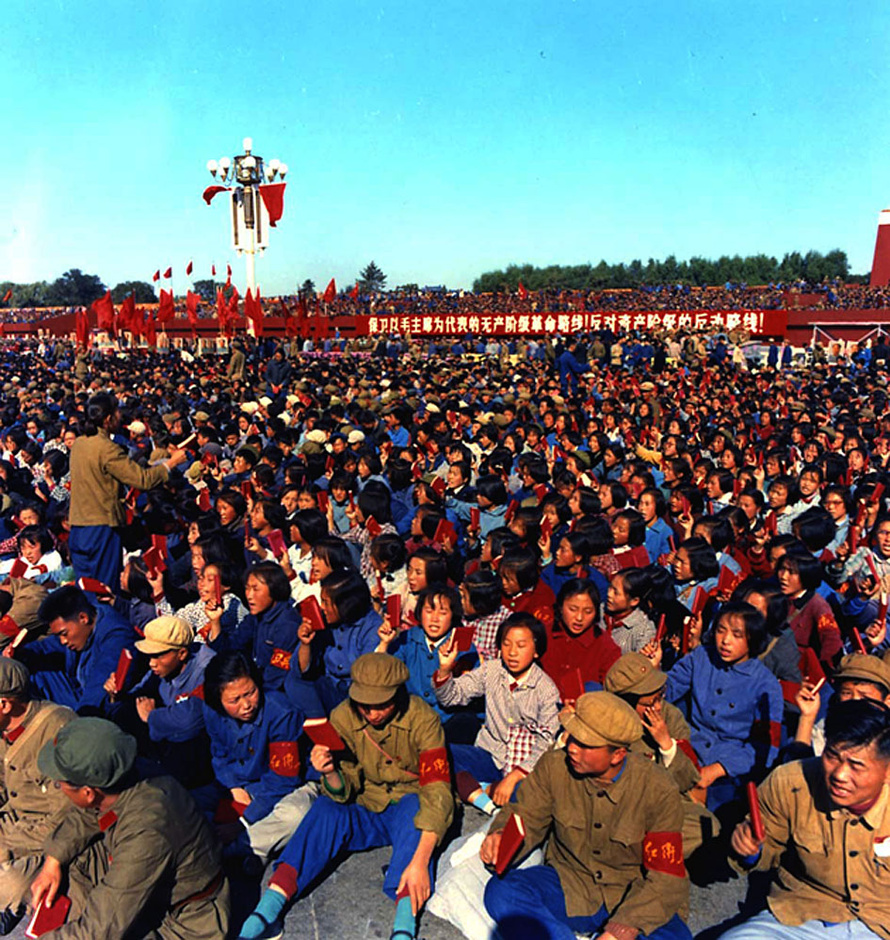
Хунвейбіни у 1966 році

Хунвейбіни (кит. трад. 紅衛兵, спр. 红卫兵, піньїнь: Hóng Wèibīng, червоногвардійці) — члени створених у 1966–1967 роках войовничих груп та загонів студентської і шкільної молоді в Китаї, за допомогою яких Мао Цзедуну вдалося провести «Культурну революцію».
Мао Цзедун та його послідовники хотіли добитися повного розриву з минулим. Надаючи хунвейбінам змогу діяти з власної ініціативи, правляча група довкола Мао спрямовувала активність у запланованому напряму.
Хунвейбіни підтримали заклик викорінювати "чотири пережитки": старі ідеї, стару культуру, старі звичаї, старі звички. Учнів заохочували доносити на начальників, учителів і навіть батьків. Студенти вимаршовували вулицями, б'ючи в барабани, ґонґи і викрикуючи гасла. Часом хунвейбіни судили жертв на вулиці, проводячи їх через місто закутими в кайданах. Хунвейбіни перейнялися культом Мао та «Червоною Книжечкою».
З часом хунвейбіни розкололися на дві фракції, і міста стали ареною конфлікту (часто фізичного) між цими угрупованнями.
Підрозділи Народно-визвольної армії підтримували хунвейбінів у 1966—1968 роки, але надійно стримали їх, коли Мао наказав змінити політичну лінію.

## Походження
Вперше хунвейбінами назвали себе студенти середньої школи університету Цінхуа. Назва з’явилась на основі двох дацзибао, що було випущено 25 травня – 2 червня 1966. Студенти стверджували, що критика історичної п’єси «Розжалування Хай Жуя» є справою політичною і потребує значно більшої уваги.
Група студентів з середньої школи Цінхуа на чолі з Чжан Ченчжі та Пекінського університету на чолі з Ні Юаньцзі написала дацзибао як конструктивну критику адміністрацій університету Цінхуа та Пекінського університету, які звинувачували у підтримці елітаризму інтелектуалів та буржуазності. Більшість перших хунвейбінів походили з так званих «п'яти червоних».
Адміністрації та інші студенти охрестили хунвейбінів радикалами та контрреволюціонерами, через що останні були вимушені збиратись таємно – серед руїн Старого Літнього палацу. Однак, пізніше Мао Цзедун наказав передавати їхній маніфест по національному радіо та опублікувати в газеті «Женьмінь жибао». Це надало хунвейбінам політичну легітимність, і аналогічні групи швидко почали з’являтися по всьому Китаю.
Через роздрібненість, що швидко з’явилася в русі, президент Лю Шаоці на початку червня 1966 року ухвалив рішення відправити на місця «робочі групи» Комуністичної партії Китаю (КПК). Діяльність цих робочих груп очолював Чжан Чуньцяо, голова Департаменту пропаганди Китаю. Цими робочими колективами були сформовані групи хунвейбінів на чолі з дітьми кадрових робітників. Усі ці дії були спробами КПК зберегти чинний державний апарат і тримати рух хунвейбінів під контролем.
Мао, стурбований тим, що ці робочі групи заважають перебігу Культурної революції, відправив Чень Боду, Цзян Цін, Кан Шена та інших приєднатися до хунвейбінів та боротися з робочими групами. У липні 1966 року Мао наказав відсторонити ті робочі групи, що залишились (проти бажання Лю Шаоці) і засудив їх за «П'ятдесят днів білого терору». Організації хунвейбінів булі вільні організовуватись без дозволу та участі партії, і за кілька тижнів, за підтримки прихильників Мао, їхні групи з’явилися майже в кожній школі Китаю.
Чан Кайши вважав, що Мао втратив довіру до чиновників і членів КПК, членів Комуністичної ліги молоді Китаю і навіть до робітників, селян і солдатів, тому він вирішив використати студентів-хунвейбінів для збереження свого авторитету.

## Роль під час Культурної революції

### Червоний серпень і Червоний терор

Площа Тяньаньмень 15 вересня 1966 року, з нагоди третього з восьми масових мітингів хунвейбінів за участю голови Мао у 1966 році. Джерело: China Pictorial

Мао Цзедун особисто висловив підтримку хунвейбінів у листі до організації хунвейбінів Університета Цінхуа від 1 серпня 1966. Під час «Червоного серпня» в Пекіні Мао дав публічний поштовх руху на масовому мітингу 18 серпня на площі Тяньаньмень. Мао з'явився на площі Тяньаньмень в оливково-зеленій військовій формі, якій віддавали перевагу хунвейбіни, але яку не носив уже багато років. Він особисто привітав 1500 чоловік і привітав рукою 800 000 хунвейбінів і глядачів унизу. Велика кількість людей з числа «п'яти чорних» зазнала переслідувань і була вбита.
Мітинг очолив Чень Бода, Лінь Бяо виступив із програмною промовою. Лідери хунвейбінів, що під проводом Не Юаньцзи, також виступили з промовами. Лідер хунвейбінів середньої школи Сон Біньбінь одягнула червону пов'язку з написом «Червона гвардія» на Мао Цзедуна, який знаходився на мітингу шість годин. Цей мітинг був першим із восьми оглядів, які Мао влаштував хунвейбінам на площі Тяньаньмень восени 1966 року. Саме він означив хунвейбінів як рушійну силу Культурної революції на її початку.
Другий мітинг, що відбувся 31 серпня, очолили Кан Шен і Лінь Бяо, на яких також з’являються червоні пов'язки. Останній мітинг відбувся 26 листопада 1966 року. Усього голова привітав від одинадцяти до дванадцяти мільйонів хунвейбінів, більшість з яких приїхали здалеку, щоб бути присутніми на мітингах, у тому числі на мітингу, проведеному в День утворення Китайської Народної Республіки 1966 року, який включав традиційний військовий парад.

### «Сокрушити чотири пережитки»

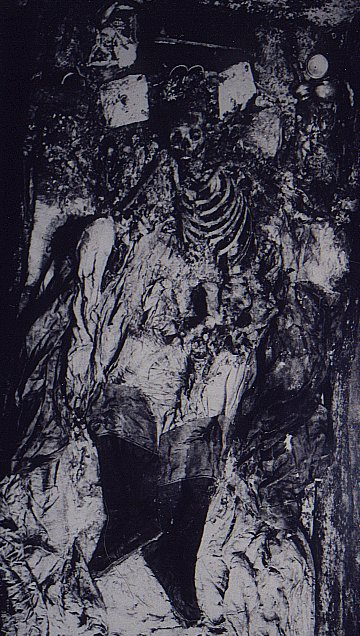
Останки імператора Ваньлі династії Мін. Червоногвардійці перетягнули останки імператора Ваньлі та імператриці до передньої частини гробниці, де їх спалили.

У серпні 1966 року 11-й пленум ЦК КПК ратифікував «Шістнадцять статей», документ, у якому викладалися задачі Культурної революції та роль, яку студенти мали в ній відігравати. Після мітингу 18 серпня хунвейбіни пройшли маршем Китаєм у рамках кампанії з викорінення «чотирьох пережитків». Старі книги та предмети мистецтва були знищені, музеї розграбовані, вулиці перейменовані на революційний лад. Нападів зазнали багато відомих храмів, святинь та інших об'єктів культурної спадщини.
В листопаді 1966 року зазнав нападу групи хунвейбінів з Пекінського педагогічного університету на чолі з Тан Хоуланом цвинтар Кунлінь. Під час осквернення цвинтаря труп герцога Яньшена у 76-му поколінні був витягнутий з могили та оголеним повішений на дереві перед палацом.
Напади на культурні та історичні об'єкти здійснялись у період з 1966 по 1967 рік. Одного з найбільших пошкоджень було завдано гробниці імператора Ванлі династії Мін, де знаходились рештки його та імператриці, а також різні артефакти з гробниці. Тільки між нападами на гробниці Ван Лі та Конфуція жертвами Культурної революції стало понад 6618 історичних артефактів.
Також переслідувалась особиста власність, якщо вважалось, що вона належить до «чотирьох пережитків». Зазвичай, релігійні тексти та зображення конфісковувалися та спалювалися. В інших випадках предмети, що мають історичне значення, залишалися на місці, але спотворювалися, наприклад, на сувої династії Цинь були частково видалені письмена, а на різьблених фігурках по каменю та дереву були пошкоджені обличчя.
Одночасно з руйнуванням попередньої культури та історії відбувалося так зване «перевиховання». Протягом усієї Культурної революції хунвейбіни використовували школи для пропагування ідей Культурної революції, а також демонстрацію ідей, які представляли попередню епоху, ідеалізуючи «чотири пережитки».  Часто це робилось за допомогою плакатів дацзибао на стінах шкіл, що викривали людей, що вели «буржуазний» спосіб життя.
Напади на культуру швидко переросли в напади на людей. Хоча положення «Шістнадцяти статей» передбачали, що для здійснення Культурної революції слід використовувати переконання, а не силу, посадові особи та «буржуазні елементи» зазнавали фізичних та психологічних нападів. 22 серпня 1966 р. було видано директиву про заборону на втручання поліції у діяльність революційних організацій. Тих у поліції, які виступили проти директиви, назвали «контрреволюціонерами». Через підтримку з боку влади дії хунвейбінів ставали дедалі жорстокішими.
Стан громадської безпеки в Китаї погіршився через те, що центральне керівництво санкціонувало насильницькі дії. Сі Фучжи, начальник національної поліції, сказав, що немає «нічого страшного», якщо революціонери забивають «поганих людей» до смерті. Протягом приблизно двох тижнів лише у західному районі Пекіна насильницькою смертю загинуло близько 100 вчителів, представників шкільних адміністрацій та просто освічених працівників. Число поранених було «надто великим, щоб його можна було підрахувати».
Найжахливіші аспекти кампанії включали численні випадки катувань, убивств та публічних принижень. Багато людей, які стали об'єктами «боротьби», не витримували стресу та чинили самогубство. У серпні та вересні 1966 року тільки в Пекіні було вбито 1772 особи. У вересні в Шанхаї було 704 самогубства та 534 смерті, пов'язані з культурною революцією. В Ухані за той же період сталося 62 самогубства та 32 вбивства.
Головний удар революції прийшовся на інтелектуалів. Багатьох було звільнено з офіційних посад, таких як викладачі в університетах, і відправлено на найбільш непрестижну роботу, як «підмітання дворів, будівництво та прибирання туалетів з 7 ранку до 5 вечора», що мало спонукати їх розкаятись у минулих «помилках». В офіційному звіті від жовтня 1966 р. говорилося, що хунвейбінами було заарештовано 22 000 «контрреволюціонерів».
Хунвейбінам також було доручено викорінити так званих каппутистів – тих, що стоять при владі та «йдуть капіталістичним шляхом». Цей поширилось і на найвищі ешелони КПК, багато високопоставлених партійних діячів, таких як Лю Шаоці, Ден Сяопін і Пен Дехуай, зазнали вербальних і фізичних нападів з боку хунвейбинов. Лю Шаоці став особливою мішенню, оскільки він посів місце Мао як голови держави після «Великого стрибка». Хоча Мао пішов зі своєї посади, він був обурений тим, що Лю взяв кермо правління комуністичним Китаєм.

### Зіткнення з НВАК
Хунвейбіни не були повністю безкарними. Їм було заборонено входити до Чжуннаньхая, Забороненого міста або будь-якого військового об'єкта, де зберігалась секретна інформація (дані розвідки, розробка ядерної зброї тощо). Кілька разів вони намагалися штурмувати Чжуннаньхай, і 8341 спеціальний полк, який відповідав за безпеку Мао, відкривав по них вогонь.
Цзян Цін просувала ідею про те, що хунвейбіни мають «сокрушити НВАК», а Лінь Бяо, певною мірою, підтримував її слова. У той же час частина воєначальників, не звертаючи уваги на хаос, з яким доводилося мати справу Народно-визвольної армії (НВАК), ігнорували накази і атакували червоногвардійців щоразу, коли їхнім базам та людям загрожувала небезпека. Коли хунвейбіни проникли на заводи та інші виробництва, вони зіштовхнулися з опором із боку груп робітників і селян, які прагнули зберегти статус-кво. Крім того, всередині самого руху існували запеклі розбіжності, особливо за соціальною та політичною ознакою. Найбільш радикальні студенти часто конфліктували з консервативнішими.
Керівництво в Пекіні намагалося одночасно стримувати і заохочувати хунвейбінів, вносячи сум'яття в і без того хаотичну політичну ситуацію. З одного боку, Група у справах «культурної революції» знову і знову закликала відмовитись від насильства. З іншого боку, НВАК було наказано надавати допомогу червоногвардійцям з транспортом та житлом, а також в організації мітингів. До кінця 1966 року більшість групи у справах культурної революції вважала, що хунвейбіни стали політичним тягарем. Кампанія проти «каппутистів» призвела до анархії, дії червоногвардійців спричинили консерватизм серед китайських робітників, а відсутність дисципліни та розкол усередині руху зробили хунвейбінів політично небезпечними. У 1967 р. було схвалено рішення розігнати студентський рух.

### Придушення силами НВАК (1967–1968)
У лютому 1967 року центром було схвалено рішення про видалення хунвейбінів зі сцени культурної революції з метою відновлення стабільності. У лютому та березні НВАК силою придушила найбільш радикальні угруповання червоногвардійців у провінціях Сичуань, Аньхой, Хунань, Фуцзянь та Хубей. Студентам було наказано повернутися до навчання; студентський радикалізм було оголошено «контрреволюційним» та заборонено. Ці групи, а також багато їхніх прихильників пізніше були названі "елементами Шістнадцятого травня" на честь ультралівої організації хунвейбінів, що базувалась в Пекіні.
Елементи Шістнадцятого травня (五一六分子) були названі на честь так званого Армійського корпусу 16 травня (五一六兵团; 1967–1968), ультралівих червоногвардійців Пекіна в перші роки Культурної революції (1966-1976), які за підтримки Цзян Цін націлились на Чжоу Еньлая. Назва походить від Директиви 16.05 (五一六通知), історичного документа, підписання якого вважається початком культурної революції. Однак Мао був стурбований їх радикалізмом, тому наприкінці 1967 року корпус був оголошений поза законом за звинуваченнями у змові та симпатіях анархізму, після чого відбувся арешт більшості членів Групи у справах культурної революції (крім Цзян Цін). Пізніше було розпочато загальнонаціональну кампанію з ліквідації «Елементів шістнадцятого травня», яка за іронією долі призвела до ще більшого хаосу та анархії.
Численна кількість невинних людей була звинувачена у приналежності до «елементів шістнадцятого травня» і безжально переслідувалася. Тільки в провінції Цзянсу було «виявлено» понад 130 000 «елементів шістнадцятого травня», понад 6000 чоловік або загинули, або отримали важкі поранення.
Навесні почалася масова реакція у відповідь. Студенти атакували символи влади та підрозділи НВАК; проте атаки не спрямовувались на маршала Лінь Бяо, міністра національної оборони та одного із найближчих союзників Мао Цзедуна. Наказ Мао, Групи у справах культурної революції, Державної ради та Центрального комітету з військових справ НВАК від 5 вересня 1967 р. постановив НВАК відновити порядок у Китаї і покласти край хаосу. Наказ надійшов протягом кількох місяців після інцидентів, коли сили НВАК не підпорядковувалися наказам уряду (в тому числі інцидент в Ухані).
Наступного року НВАК жорстоко придушила рух хунвейбінів, причому придушення часто було жорстоким. Союз радикальних червоногвардійських угруповань у провінції Хунань, який отримав назву Шен У Лянь, брав участь, наприклад, у зіткненнях з місцевими підрозділами НВАК і в першій половині 1968 р. був насильно розігнаний. У той же час НВАК провела безпрецедентні для Культурної революції масові страти червоногвардійців у провінції Гуансі.
Рештки руху було розпущено в Пекіні влітку 1968 року. Повідомляється, що на аудієнції лідерів хунвейбінів у Мао голова зі сльозами на очах м'яко повідомив про згортання руху. Репресії з боку НВАК були не такими м'якими.
Після літа 1968 року деякі радикальніші студенти продовжували подорожувати Китаєм і грати неофіційну роль у культурній революції, але на той час офіційна і істотна роль руху добігла кінця.

### Рустикація
З 1962 по 1979, від 16 до 18 мільйонів молодих людей було заслано в села з метою «перевиховання».
Відправлення міських студентів до села також використовувалося для розрядки студентського фанатизму, збудженого червоногвардійцями. 22 грудня 1968 року голова Мао доручив «Женьмінь жибао» опублікувати статтю під назвою «У нас теж дві руки, так не будемо байдикувати в місті», в якій цитувалися слова Мао: «Інтелектуальна молодь має вирушити до села і мати досвід життя в сільській бідності». Популярним стало гасло «Високо в гори й униз у села».

### В культурі
- «Червоногвардієць» (1967), шпигунський роман Ніка Картера, містить сцени Культурної революції в Шанхаї з участю хунвейбінів
- В автобіографічному романі «Син Революції» (1983), протагоніст, Лян Хен, стає хунвейбіном у віці 12 років, незважаючи на роки переслідувань, які він і його родина зазнали від них.
- У фільмі «Останній імператор» (1987) є сцена, де хунвейбіни принижують наглядача в’язниці, який доброзичливо ставився до імператора Пу І.
- Мемуари Ніен Чен «Життя і смерть у Шанхаї» (1987) описують діяльність червоногвардійців Шанхая під час Культурної революції.
- У своєму найвідомішому творі, біографічному романі «Дикі лебеді», Чжан Юн описує події Культурної революції, в тому числі епізод участі в ній хунвейбінів і наступну рустикацію.
- У фільмі «Блакитний повітряний змій» (1993) однокласники Тей Тоу показані в червоних пов'язках хунвейбінів. Фільм закінчується тим, що червоногвардійці "викривають" його вітчима.
- Сцени з участю хунвейбінів часто з’являються у фільмі Чжана Їмоу «Жити» (1994)
- У фільмі «Червона скрипка» є сцена, де однойменну скрипку поспіхом ховають у підлозі будинку. Червоногвардійці приходять, вламуються і силоміць вилучають (порожній) футляр і спалюють. Скрипка зберігається, прихована, щоб продовжити свою Одіссею.
- Автобіографічний роман Цзі-лі Цзян «Дівчина з червоною краваткою» (1997) розповідає про її досвід життя в добу Культурної революції, в якій чільне місце займали хунвейбіни. Головна героїня часто мріє стати однією з них.
- У своїй автобіографії «Банда одного: Мемуари червоногвардійця» Фан Шен розповідає про свою участь у русі.
- Письменниця Чжай Чженьхуа в автобіографічному романі «Червона квітка Китаю» розповідає про свій досвід участі у русі.
- У романі Мо Яня «Жаба» хунвейбіни згадуються кілька разів, зазвичай у сценах публічних судових процесів.
- Рух хунвейбінів постійно спливає у науково-фантастичному романі китайського письменника Лю Цисіня «Проблема трьох тіл». Дія роману розгортається в епоху розпалу Культурної революції. Головна героїня, жінка-астрофізик, стає свідком переслідувань і вбивства батька через його належність до інтелигенції.
- Рух хунвейбінів, і особливо роль, яку Цзян Цін відігравала в їх створенні, розкривається в документальному телесеріалі Адама Кертіса «Не можу викинути тебе з голови»(2021).

- Рефлексії над подіями Культурної революції присвячена автобіографія Лян Сяошена «Сповідь колишнього хунвейбіна»